# Polenta

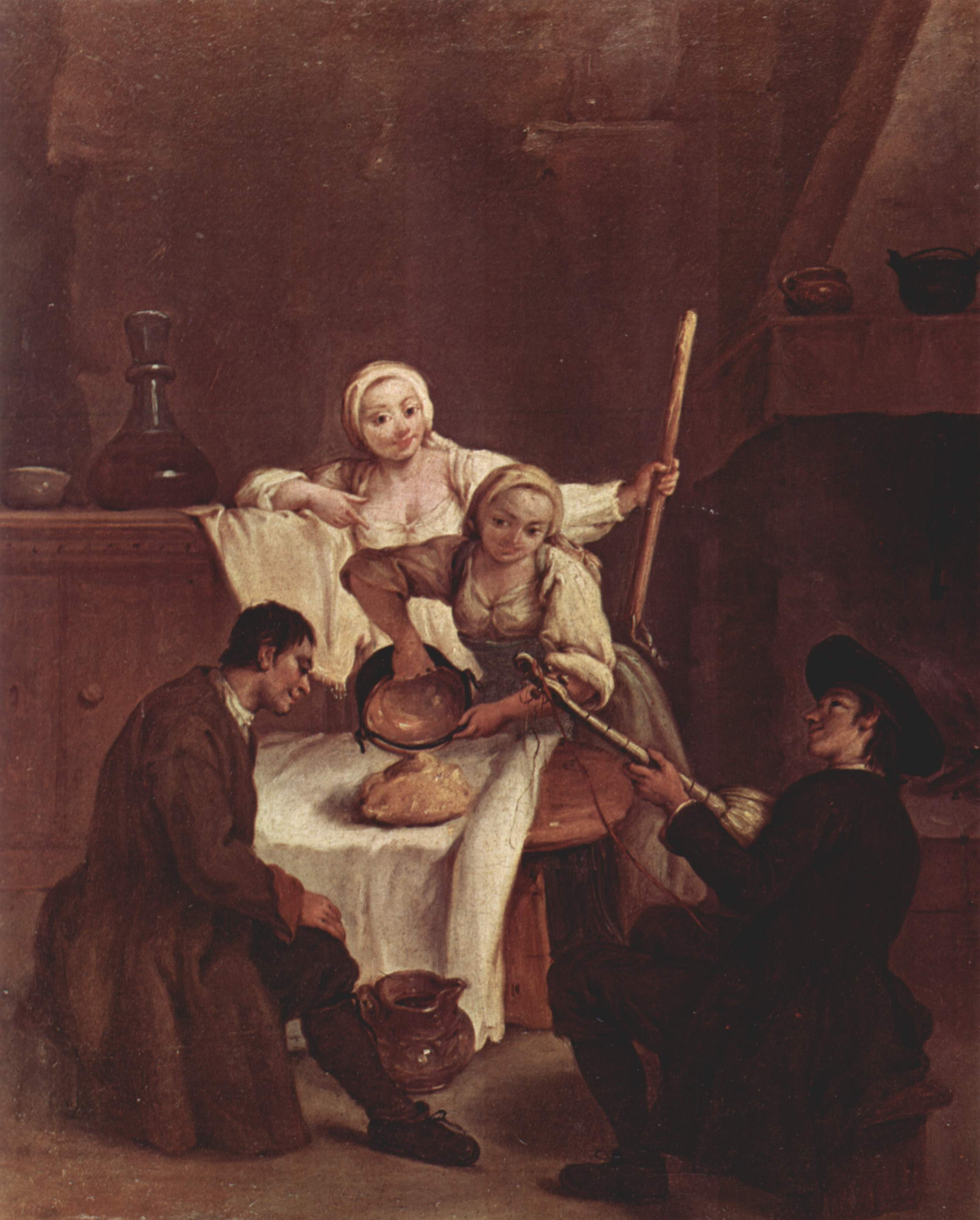
Kunstwerk van Pietro Longhi met polenta

Polenta is een traditioneel Noord-Italiaans gerecht van gemalen graan. Het kan geserveerd worden als pap of puree. 
Vroeger werd polenta gemaakt van verschillende graansoorten, maar nadat vanuit Zuid-Amerika mais in Italië was geïntroduceerd kwam daar griesmeel van mais voor in de plaats. Behalve in Noord-Italië wordt het gerecht ook als authentiek beschouwd in Slovenië en in delen van Zwitserland (met name Ticino) en Oostenrijk. Van oorsprong is polenta voedsel voor arme mensen. De laatste decennia  kan het ook in restaurants op het menu worden gevonden.
Polenta maken kan door de mais te malen tot maismeel en dat in bijna kokend water te strooien. Dit geheel dient 50 tot 60 minuten te koken, waarbij continu wordt geroerd, zodat de pap glad wordt en niet aanbrandt. Meestal wordt de polenta thuis bereid door voorgekookt griesmeel met een bouillon te mengen en daarna ongeveer een kwartier te koken. Hierdoor ontstaat een soort pap die indikt bij afkoeling. Afgekoelde polenta kan men in stukken snijden en zo serveren.
Een ander met polenta vergelijkbaar gerecht is mămăligă uit Roemenië.